# Culture d'Oman

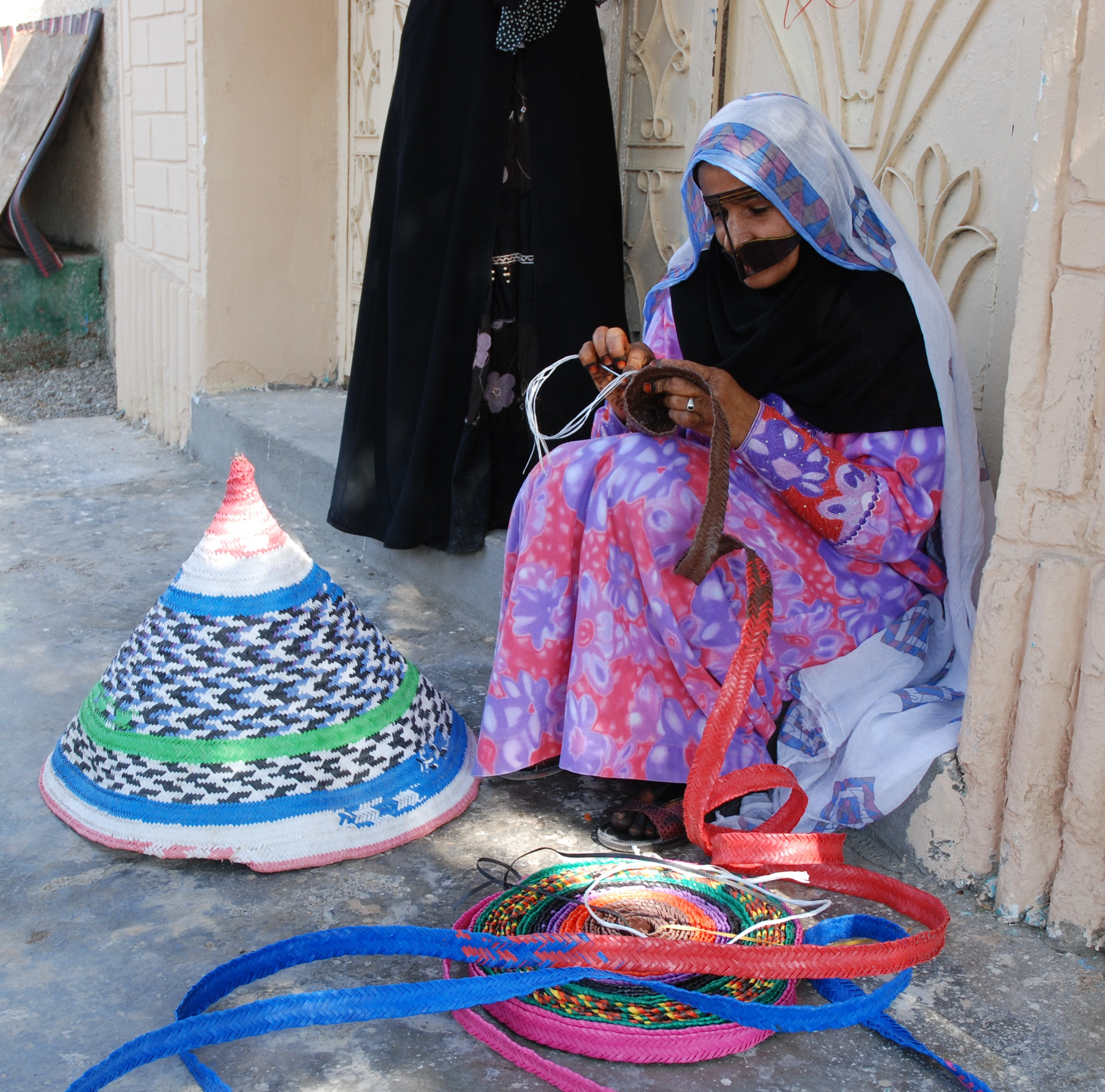
Artisanat local dans le nord du pays

Les langues sémitiques, origine géographique et nombre de locuteurs

La culture d'Oman, pays du sud-est de la péninsule arabique, désigne d'abord les pratiques culturelles observables de ses habitants (4 600 000, estimation 2017).
La culture omanaise est celle d'un pays musulman du Moyen-Orient, constitué d'une vaste plaine désertique bordée de hautes chaînes de montagne au nord et au sud-est, mais doté d'une position stratégique à l'entrée du golfe Persique et d'une importante façade maritime (mer d'Arabie). Parcourue par les navigateurs et les marchands, cette contrée longtemps isolée suscita cependant des convoitises dans l'Antiquité, à la Renaissance, puis au moment de la colonisation. Remparts, tours et forts témoignent de ces temps troublés et certains vestiges font aujourd'hui partie du patrimoine distingué par l'UNESCO.
À partir des années 1970, l'arrivée de la manne pétrolière et l'accession au pouvoir du sultan Al-Qabus ont permis d'enrichir l'héritage historique et culturel traditionnel de nouveaux atouts plus ouverts sur le monde contemporain (urbanisme, musées, festivals).

## Histoire
- Histoire d'Oman

## Langues et peuples

### Langues
- Langues à Oman
  - Langues sudarabiques modernes
  - arabe, arabe standard moderne, arabe du Golfe, arabe omanais, arabe bahrani, arabe du Dhofar (en), arabe shihi (en)
  - harsusi, mehri, hobyot, soqotri, shehri
  - kumzari, bathari, luwati (en)

La langue officielle est l'arabe, mais l'anglais, le baloutche, l'ourdou et divers dialectes indiens sont également pratiqués.

### Peuples
La population est constituée d'Arabes, de Baloutches, et d'immigrés en provenance de l'Asie du Sud (Inde, Pakistan, Sri Lanka, Bangladesh) ou d'Afrique.
- Groupes ethniques à Oman
  - Bahrani, Bédouins,
  - Al-Lawatia (en), Ghafiri (en), Harasis (en), Hinawi (en), Mehri people (en)
  - Baloutches, Swahilis
- Expatriés à Oman
  - Filipinos in Oman (en), Indians in Oman (en), Pakistanis in Oman (en)
- Diaspora omanaise
- Démographie d'Oman

## Traditions

### Religion(s)
- Religion à Oman, Religion à Oman (rubriques)
- Bouddhisme dans le monde, Christianisme par pays, Nombre de musulmans par pays, Nombre de Juifs par pays, Irréligion
  - Islam à Oman (85-90 %), dont 75 % relevant de l'ibadisme
  - Spiritualités minoritaires
    - Hindouisme à Oman (en) (5-6 %) (150 000 hindouistes en 2010, 190 000 en 2020, estimations)
    - Christianisme en Oman (2-4 %), avec plus de 50 assemblées, congrégations, églises, rassemblements, dont le patriarcat orthodoxe d'Antioche, le vicariat apostolique d'Arabie méridionale
    - Bouddhisme (0,8 %)
    - Judaïsme (<0.1 %), Histoire des Juifs à Oman, History of the Jews in the Arabian Peninsula (en)

La plupart des Omanais sont musulmans et ibadis à 75 %. Les autres se réclament d'une autre mouvance de l'islam – telle que le sunnisme –, de l'hindouisme ou du christianisme.

### Symboles
- Armoiries d'Oman, Drapeau d'Oman, Emblème d'Oman
- Nashid as-Salam as-Sultani, hymne national omanais
- Emblème animal : Oryx d'Arabie
- Boutre (dhow)

### Mythologie
- Arabie préislamique
- Ad (peuple), Houd
- Iram, cité perdue
- Les Mille et Une Nuits
- Aladin ou la Lampe merveilleuse
- Sinbad le marin
- Route de l'encens[1], terre de l'encens

### Fêtes
- Liste de festivals en Asie
- Jours fériés publics à Oman (en)

La plupart des jours fériés d'Oman font partie des fêtes religieuses, qui suivent le calendrier musulman :
| Date             | Nom français                              | Nom local                  | Remarques            |
| ---------------- | ----------------------------------------- | -------------------------- | -------------------- |
| 1 mouharram      | Nouvel an musulman                        | Awal Muharram              | أول محرم             |
| 12 rabi al Awal  | Naissance du prophète de l'islam, Mahomet | Al Mawlid Annabawi Asharif | المولد النبوي الشريف |
| 17 rajab         | Ascension de Mahomet                      | Al Isra'a wa'l Mi'raj      | الإسراء و المعراج    |
| 1 chawwal        | Fin du ramadan                            | Aïd el-Fitr                | عيد الفطر            |
| 10 dhou al Hijja | Fin du pèlerinage à La Mecque             | Aïd el-Kebir               | العيد الكبير         |

Trois jours fériés laïcs d'Oman se tiennent selon le calendrier grégorien :
| Date        | Nom français           | Nom local | Remarques                                                                  |
| ----------- | ---------------------- | --------- | -------------------------------------------------------------------------- |
| 1er janvier | Jour de l'an           |           |                                                                            |
| 23 juillet  | Jour de la renaissance |           | Commémore l'ascension au pouvoir du sultan Qabous bin Said Al Said en 1970 |
| 18 novembre | Fête nationale         |           | Fête l'anniversaire du sultan Qabous né en 1940                            |

Parmi les jours de la semaine, le vendredi est le jour férié.

## Société
- Culture au Moyen-Orient

### Éducation
- Système éducatif d'Oman (en)
- Université à Oman
- Sultan Qaboos University
- Liste de musées en Oman

### Vêtements

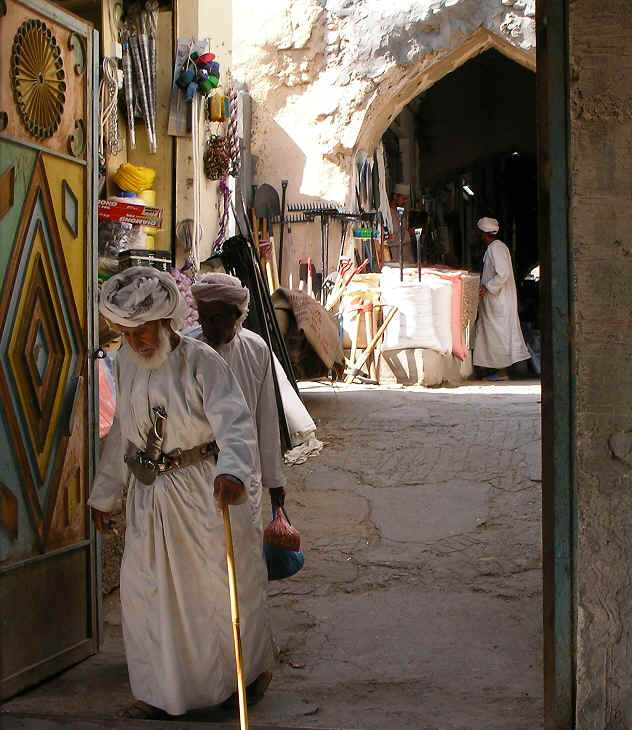
Omanais à Nizwa.

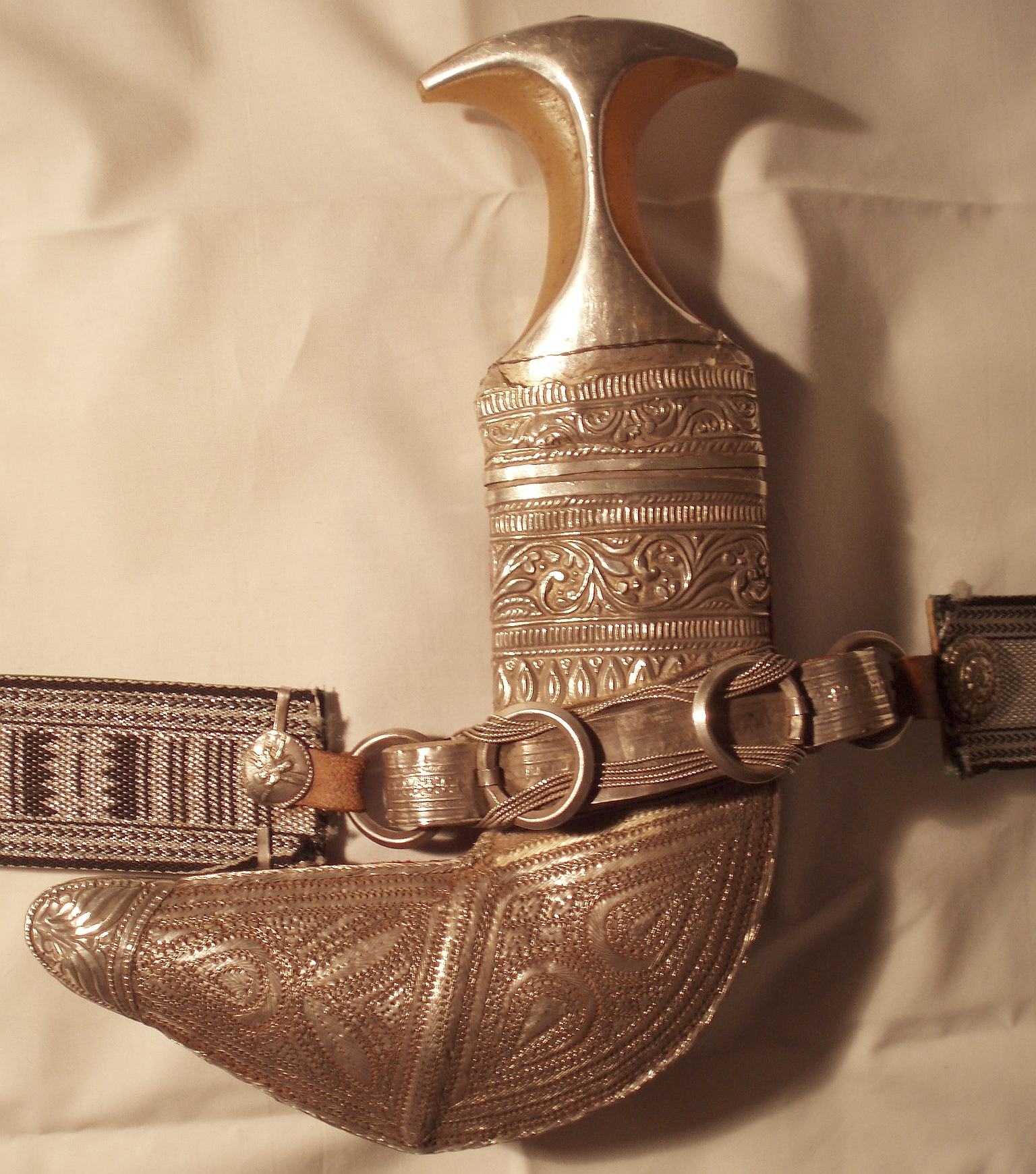
Kandjar omanais (vers 1924)

Pour les hommes, le costume national est une longue robe à manches longues, appelé dishdasha. Habituellement, le vêtement est blanc, même si quelques autres couleurs comme le brun, lilas, et le noir sont parfois portés. Il existe de nombreux accessoires hommes peuvent porter, par exemple, le muzzar (un type de chèche), l'assa (une canne ou un bâton utilisé principalement pour les occasions formelles), et le Kandjar.
Le Kandjar est utilisé lors d'occasions formelles, souvent décrit comme un important symbole de l'élégance masculine.
Le costume national pour les femmes omanaises comprend une robe portée par-dessus un pantalon (sarouel) et une coiffe (lihaf).
Habituellement, elles portent des bijoux en or, et la plupart des femmes dans les villes portent une abaya, une robe noire ou un modeste manteau porté par-dessus les vêtements, et le hijab, la couverture de la chevelure des musulmanes typique.

## Arts de la table

### Cuisine(s)
- Cuisine omanaise
- Cuisine arabe

## Santé

### Sports, arts martiaux
- Sport à Oman, Catégorie:Sport à Oman
- Fauconnerie
- Course de dromadaires
- Oman aux Jeux olympiques, Comité olympique d'Oman
- Oman aux Jeux paralympiques, Jeux paralympiques

## Littérature
- Littérature omanaise
- Écrivains omanais
- Ibadi siyar (en)
- Al 'azi, poésie chantée
- Al-Taghrooda, Al-Taghrooda, poésie chantée traditionnelle des Bédouins dans les Émirats arabes unis et le Sultanat d’Oman (Unesco, 2012)
- Maydān, poésie-performance L’énigme du Maydān : présentation d’un genre poétique omanais, article, 2015

## Média
- Média à Oman, Média à Oman (rubriques)
- Journalistes omanais
- Communications à Oman

### Internet (.om)
- Internet à Oman
- Télécommunications à Oman

## Artisanats

### Bois, métaux
- Kandjar (Janbiya)

## Arts visuels

### Architecture
- Palais royal de Mascate
- Château de Jabrin
- Fort de Bahla
- Sites archéologiques de Bat, Al-Khutm et Al-Ayn
- Systèmes d'irrigation aflaj d'Oman
- Jardins à Oman
- Bâtiments d'Oman (en)

## Arts de scène
- Opéra royal de Mascate

### Musique(s)
- Musique omanaise
- Opéra royal de Mascate (ROHM), à Qurum
- Orchestre symphonique royal d'Oman
- Al-Bar'ah
- Musique islamique
- Symphonic Impressions of Oman (2003), album de Lalo Schifrin composé sur commande du sultan Qabus ibn Saïd

### Danse(s)
- Danse à Oman
  - Danse traditionnelle masculine de l'épée (fort de Nizwa)
  - Al-Bar'ah, Al-Bar’ah, musique et danse des vallées du Dhofar d’Oman (Unesco, 2010)
- Liste de danses
- Danse orientale

### Théâtre
- Théâtre à Oman
- Al 'azi
- Al-Ayyala
- Al-Razfa
- Al-Taghrooda

### Cinéma
- Cinéma omanais

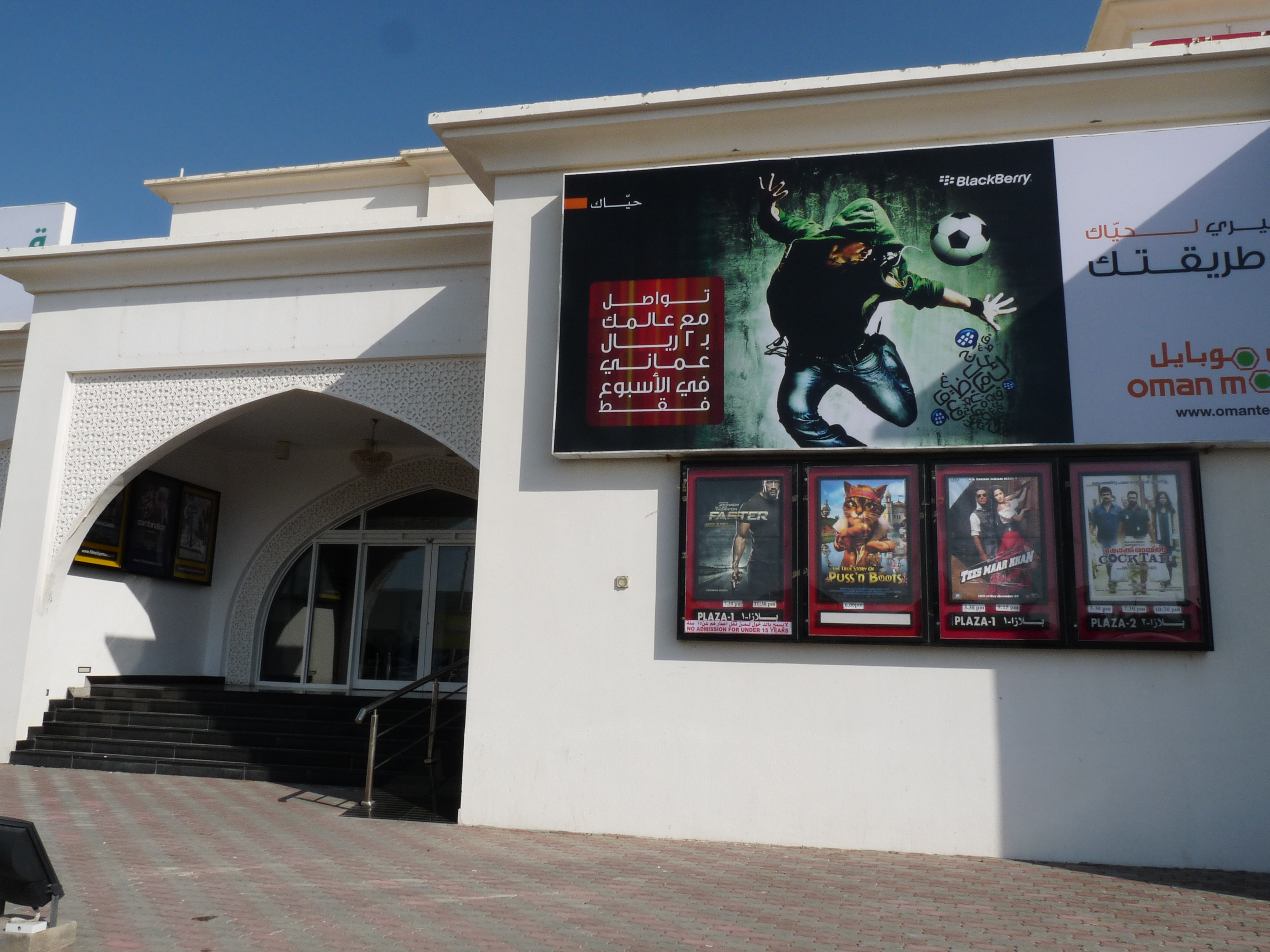
City Cinema à Sour

- Festival international du film de Mascate

Lancé en 2001, le Festival international du film de Mascate (Muscat International Film Festival ou MIFF) fut le premier festival de cinéma de la région du Golfe. Il est organisé tous les deux ans dans la capitale.
Alors que les spectateurs apprécient surtout les films américains (Hollywood) et indiens (Bollywood), la production locale reste modeste. Réalisé par Khalid Al Zedjali en 2006, Al Boom est le premier film de long métrage omanais.

## Tourisme
- Liste des zones protégées à Oman

## Patrimoine

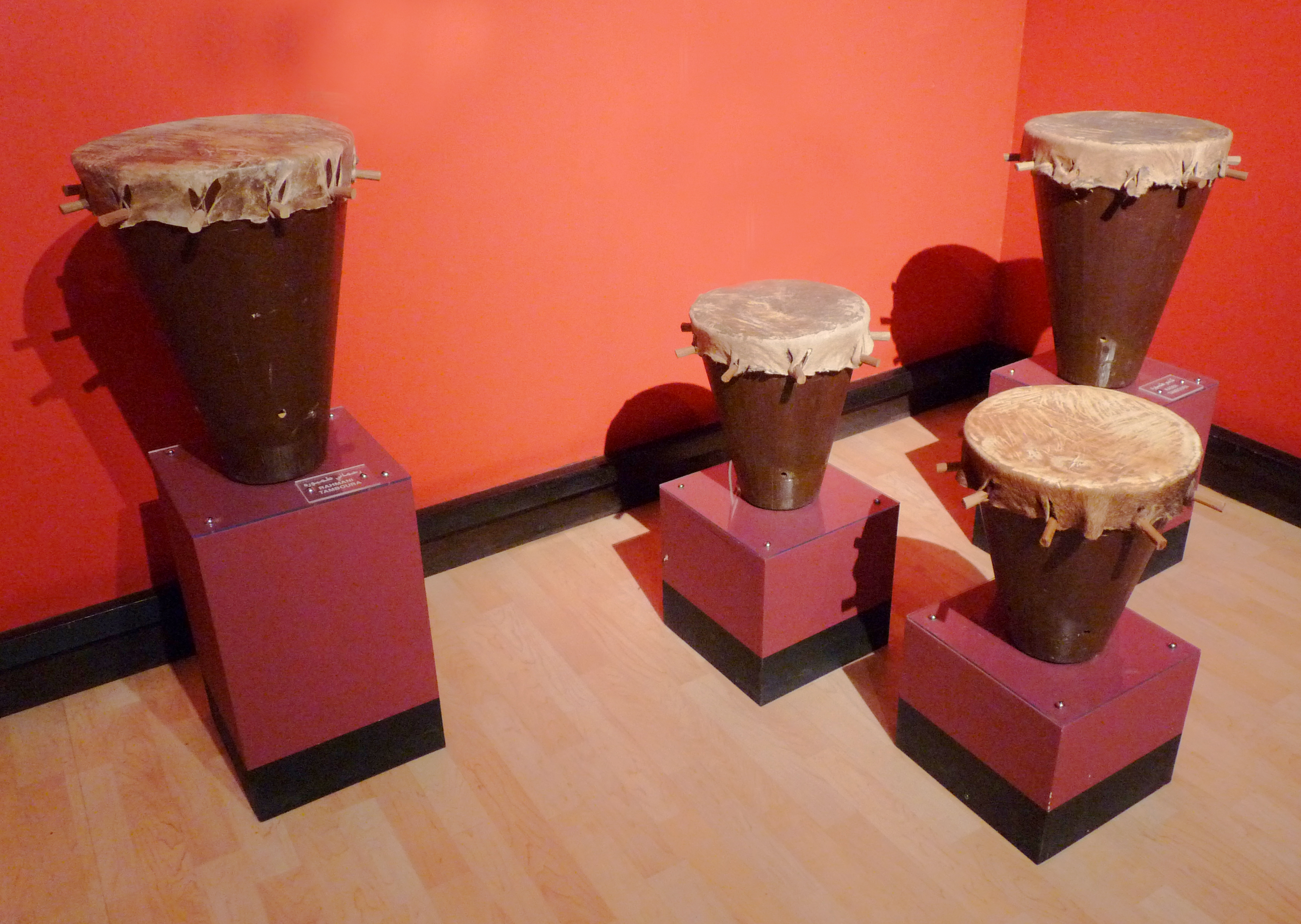
Percussions au Musée Bait Al Baranda

### Musées
- Liste de musées en Oman, dont
  - Musée Bait Al Baranda
  - Musée Bait Al Zubair
  - Musée d'histoire naturelle d'Oman
  - Musée de la porte de Mascate

### Liste du Patrimoine mondial
Le programme Patrimoine mondial (UNESCO, 1971) a inscrit dans sa liste du Patrimoine mondial (au 12/01/2016) : Liste du patrimoine mondial à Oman.
Quatre sites sont inscrits sur la liste du Patrimoine mondial de l'UNESCO :
- 1987 : Fort de Bahla
- 1988 : Sites archéologiques de Bat, Al-Khutm et Al-Ayn
- 2000 : Terre de l'encens (Dhofar)
- 2006 : Systèmes d'irrigation aflaj d'Oman

### Liste représentative du patrimoine culturel immatériel de l’humanité
Le programme Patrimoine culturel immatériel (UNESCO, 2003) a inscrit dans sa liste représentative du patrimoine culturel immatériel de l’humanité (au 12/01/2016) :
- 2010 : Al-Bar’ah, musique et danse des vallées du Dhofar[4].
- 2012 : Al-Taghrooda, poésie chantée traditionnelle des Bédouins dans les Émirats arabes unis et le Sultanat d’Oman[5].
- 2012 : Al ‘azi, élégie, marche processionnelle et poésie[6].
- 2014 : Al-Ayyala, un art traditionnel du spectacle dans le Sultanat d’Oman et aux Émirats arabes unis[7].
- 2015 : Al-Razfa, un art traditionnel du spectacle (Émirats arabes unis - Oman)[8].
- 2015 : Le café arabe, un symbole de générosité[9].
- 2015 : Le Majlis, un espace culturel et social[10].
- 2018 : L’Alardhah du cheval et du chameau[11].

### Filmographie
- (en) Omani craft industries, Public Authority for Craft Industries, Sultanate of Oman, 200?, 32 min (DVD)